# Franciszek Marczykiewicz
Franciszek Marczykiewicz (ur. 1 marca 1820 w Więcławicach koło Krakowa, zm. 2 sierpnia 1848 w Krakowie) – polski lekarz, doktor medycyny i chirurgii.
Był synem parobka Walentego i Jadwigi ze Strzałków. W 1839 podjął w Krakowie studia medyczne, utrzymując się z udzielania prywatnych lekcji. 23 stycznia 1847 uzyskał stopień doktora medycyny; jego praca Hidrografia miasta Krakowa i jego okręgu, w której przedstawił analizę wartości wód lekarskich, zdobyła nagrodę Wydziału Lekarskiego Uniwersytetu Jagiellońskiego i ukazała się drukiem w 1847. 4 października t.r. uzyskał również stopień doktora chirurgii i został zastępcą adiunkta katedry akuszerii teoretycznej i praktycznej oraz Kliniki Położniczej i Dzieci; jego przełożonym zarówno w katedrze jak i klinice był prof. Józef Kwaśniewski. Marczykiewicz zmarł po rocznej pracy w zawodzie lekarza.
Źródła:
- Antoni Stanisław Kleczkowski, Franciszek Marczykiewicz, w: Polski Słownik Biograficzny, tom XIX, 1974